# Paweł Perliński
Paweł Perliński (ur. 29 marca 1945 w Łodzi) – polski muzyk, pianista.

## Życiorys
Absolwent Liceum Muzycznego w Łodzi (prof. W.Masewicz i Z.Jeśman) oraz Akademii Muzycznej im. Fryderyka Chopina w Warszawie (prof. Zbigniew Drzewiecki). Po uzyskaniu dyplomu pracownik uczelni jako pianista na Wydziale Dyrygentury Symfonicznej w klasie B.Wodiczki i B.Madeja (1969–1974). W latach 1975–1991 pracownik Polskiego Radia i Telewizji jako muzyk solista.
Muzyk sesyjny, solista i kameralista, działający w różnych gatunkach muzyki. Nagrywa zarówno koncerty klasyczne z towarzyszeniem orkiestry symfonicznej (Ludwig van Beethoven, Edvard Grieg, George Gershwin), jak i pozycje kameralne (Trio de Varsovie, Kwartet Wilanowski) oraz z solistami, m.in. E.Gajewską, A.Wróblem, T.Gadziną, z którymi nagrał cykl suit C.Bollinga dla wytwórni Acte Preable). Brał udział w festiwalach w Bonn, Bad-Hersfeld (Niemcy) oraz Ceret (Francja). Jako solista uczestniczył w wielu nagraniach ścieżek dźwiękowych do muzyki filmowej, autorstwa m.in. Jerzego Matuszkiewicza, Andrzeja Kurylewicza, Waldemara Kazaneckiego, Andrzeja Trzaskowskiego, Zygmunta Koniecznego, Krzesimira Dębskiego, Henryka Kuźniaka, Jerzego Maksymiuka, Jerzego Satanowskiego i innych.
Równocześnie działa jako pianista i aranżer muzyki jazzowej. Współzałożyciel kwintetu Jazz Carriers, z którym zdobył nagrody na międzynarodowych festiwalach jazzowych (m.in. Jazz nad Odrą we Wrocławiu, Prerov w Czechach, Beek-Enk-Donk w Holandii). Wielokrotny uczestnik międzynarodowych festiwali jazzowych (m.in. Jazz Jamboree w Warszawie, Norymberga w Niemczech, Praga w Czechach, Imola we Włoszech).
Nagrywał i występował z czołowymi artystami polskiej sceny jazzu, m.in. Henrykiem Miśkiewiczem, Zbigniewem Jaremko, Krzesimirem Dębskim, Andrzejem Olejniczakiem, Andrzejem Trzaskowskim, Januszem Muniakiem, Andrzejem Dąbrowskim, Markiem Blizińskim, Robertem Majewskim, jak również z zespołami Novi Singers, Swing Session, Warsaw-Paris Jazz Quintet, Big Bandem S-1 pod dyrekcją A.Trzaskowskiego i orkiestrą Polskiego Radia i Telewizji. Spośród muzyków zagranicznych współpracował okazjonalnie z gwiazdami jazzu takimi jak Buck Clayton, Bob Wilbur, Al Cohn, Monty Waters, Marc Thomas, Mills Griffith oraz kompozytorami Elmerem Bernsteinem, Henrykiem Czyżem, Krzesimirem Dębskim, Andrzejem Kurylewiczem i innymi.
Jest wykładowcą harmonii jazzowej w Policealnym Studium Jazzu w Warszawie oraz na Wydziale Jazzu Zespołu Państwowych Szkół Muzycznych im. Fryderyka Chopina w Warszawie.

## Dyskografia
- 1971 – Stodoła Big-Band Let's Swing Again (Polskie Nagrania Muza)
- 1973 – Jazz Carriers Carry On! (Polskie Nagrania Muza)
- 1977 – Arp-Life Jumbo Jet (Polskie Nagrania Muza)
- 1978 – Janusz Muniak Quintet Question Mark (Polskie Nagrania Muza)
- 1978 – Swing Session Swing Session (Polskie Nagrania Muza)
- 1979 – Swing Session Aquarium Live No. 6 (PolJazz)
- 1980 – Novi Singers Pay Tribute (Polskie Nagrania Muza)
- 1980 – Jan Ptaszyn Wróblewski Z Lotu Ptaka (Poljazz)
- 1981 – Andrzej Dąbrowski Andrzej Dąbrowski (PolJazz))
- 1984 – Towarzystwo Nostalgiczne Swingulans Towarzystwo Nostalgiczne Swingulans (Polskie Nagrania Muza)
- 1986 – Maryla Rodowicz Gejsza Nocy (Polskie Nagrania Muza)
- 1987 – Joanna Bruzdowicz Le Jupon Rouge (Adda)
- 1989 – Danuta Rinn Polska Baba (Polskie Nagrania Muza)
- 1989 – Ryszard Szeremeta Constellation (PolJazz)
- 1989 – Ryszard Szeremeta, In Tune Gwiazdozbiór (Poljazz)
- 1989 – Helena Kołaczkowska Hebanowa Baśń - Baśń Jazzowa Dla Dzieci (Polskie Nagrania Muza)
- 1990 – Zdzisława Sośnicka Musicale (Polskie Nagrania Muza)
- 1994 – Violetta Villas Laleczka (Tonpress KAW)
- 1996 – Piotr Cieślikowski I want to be happy (Polonia Records)
- 1997 – Marzena Ślusarska Kolędy jazzowe (Polonia Records)
- 1997 – Varius Manx End (BMG Poland)
- 1998 – Ostatnie bolero (Hard-Record)
- 1998 – Janusz Kozłowski- Friends (Jazz Forum Records)
- 1999 – Paweł Perliński jazz trio + Elżbieta Gajewska flet (Suita C.Bolling) (Acte Preable)
- 1999 – Paweł Perliński jazz trio + Tadeusz Gadzina skrzypce (Suita C.Bolling) (Acte Preable)
- 1999 – Trio de Varsovie (J.Haydn, A.Arensky) (Acte Preable)
- 1999 – Paweł Perliński+Ork.Symf.P.R.i TV (L.van Beethoven Koncert G-dur E.Grieg Koncert a-moll live) (Acte Preable)
- 1999 – Paweł Perliński jazz trio + Andrzej Wróbel cello (Suita C.Bolling) (Acte Preable)
- 1999 – Mała Septyma Various - Go Right (Jazzanova Compost Records)
- 2000 – Hot Winter Band Hot Winter (IDG Poland)
- 2001 – Jerzy Czekalla & Hot Winter Band Born Again (IDG Poland)
- 2003 – Satanorium (Luna Music)
- 2005 – Polska Orkiestra Radiowa, Wojciech Rajski Muzyka Polskiego Kina / Polish Film Music (Polskie Radio)
- 2006 – Paweł Perliński + Kwartet Wilanów (K.Kurpiński, F.Lessel) (Polskie Radio)
- 2006 – IX Festiwal Muzyki Filmowej w Łodzi (H.Kuzniak)
- 2008 – W.Kazanecki - Muzyka Filmowa (Polmusic)
- 2009 – H.Kuźniak - Muzyka Filmowa (Polmusic)
- 2009 – Jerzy Satanowski, Krystyna Janda, Jarosław Staniek Dancing - Maria Pawlikowska-Jasnorzewska (Agora SA, Teatr Polonia)
- 2010 – Chopin Symphony Jazz Project + Paris -Warszawa Jazz Quintet (Blue Note)
- 2014 – Zdzisława Sośnicka Zaśpiewane Niewydane (Polskie Nagrania Muza)
- 2015 – Arp-Life Z Bezpieczną Szybkością (GAD Records)
- 2016 – Andrzej Korzyński Akademia Pana Kleksa (GAD Records)
- 2016 – Włodzimierz Korcz 07 Zgłoś Się (Original TV Series Soundtrack) (GAD Records)
- 2016 – Janusz Muniak Quintet Question Mark (Warner Music)
- 2016 – Jazz Carriers Carry On! (Warner Music)